# Boscovich (månekrater)
Boscovich er et nedslagskrater på Månen. Det befinder sig på Månens forside og er opkaldt efter den jesuitiske matematiker, fysiker og astronom Ruggiero Giuseppe Boscovich (1711-1787).
Navnet blev officielt tildelt af den Internationale Astronomiske Union (IAU) i 1935.
Observation af krateret rapporteredes første gang i 1645 af Michael Florent van Langren.

## Omgivelser
Krateret ligger vest-nordvest for Julius Caesar og syd-sydøst for det fremtrædende Maniliuskrater.

## Karakteristika
Boscovichkrateret er næsten blevet helt eroderet væk af senere nedslag. Kraterbunden har lav albedo, og dets mørke tone gør det forholdsvis let at genkende. Overfladen gennembrydes af et rille-system ved navn Rimae Boscovich, som strækker sig over en diameter på 40 km.

## Satellitkratere
De kratere, som kaldes satellitter, er små kratere beliggende i eller nær hovedkrateret. Deres dannelse er sædvanligvis sket uafhængigt af dette, men de får samme navn som hovedkrateret med tilføjelse af et stort bogstav. På kort over Månen er det en konvention at identificere dem ved at placere dette bogstav på den side af satellitkraterets midte, som ligger nærmest hovedkrateret. Boscovichkrateret har følgende satellitkratere:
| Boscovich | Længde  | Bredde  | Diameter |
| --------- | ------- | ------- | -------- |
| A         | 9,5° N  | 12,6° Ø | 6 km     |
| B         | 9,8° N  | 9,2° Ø  | 5 km     |
| C         | 8,5° N  | 12,0° Ø | 3 km     |
| D         | 9,0° N  | 12,2° Ø | 5 km     |
| E         | 9,0° N  | 12,7° Ø | 21 km    |
| F         | 10,6° N | 11,4° Ø | 5 km     |
| P         | 11,5° N | 10,3° Ø | 67 km    |

## Måneatlas
- Billeder af Boscovichkrateret i LPI-måneatlasset